# Диалекто (дем Места)
Диалекто или Беклемеш (на гръцки: Διαλεκτό, до 1926 година Μπεκλεμέ, Беклеме или Μπεκλεμής, Беклемис) е село в Гърция, дем Места (Нестос), административна област Източна Македония и Тракия.

## География
Диалекто е разположено в долината на Места, на надморска височина от 130 m.

## История

### В Османската империя
В XIX век е изцяло мюсюлманско село в Саръшабанска каза на Османската империя. Съгласно статистиката на Васил Кънчов („Македония. Етнография и статистика“) към 1900 година Беклемишъ е турско селище и в него живеят 830 турци.

### В Гърция
В 1913 година селото попада в Гърция след Междусъюзническата война. През 20-те години на XX век турското му население се изселва по споразумението за обмен на население между Гърция и Турция след Лозанския мир и на негово място са заселени гърци бежанци, които в 1928 година са 149 семейства с 500 души, като селището е изцяло бежанско.
Българска статистика от 1941 година показва 835 жители.
Населението традиционно произвежда тютюн и жито.
Селото е част от дем Саръшабан по закона Каподистрияс от 1997 година. С въвеждането на закона Каликратис, Диалекто става част от дем Места.
Според преброяването от 2001 година има 128 жители, а според преброяването от 2011 година има 107 жители.
| Година    | 1913 | 1920 | 1928 | 1940 | 1951 | 1961 | 1971 | 1981 | 1991 | 2001 | 2011 | 2021 |
| --------- | ---- | ---- | ---- | ---- | ---- | ---- | ---- | ---- | ---- | ---- | ---- | ---- |
| Население | 735  | 424  | 522  | 594  | 443  | 367  | 217  | 167  | 118  | 128  | 107  | 62   |